# 福斯 (瓦兹河谷省)
福斯（法語：Fosses，法語發音：[fos] ⓘ）是法国法蘭西島大區瓦兹河谷省的一个市镇，位于该省东部，属于萨塞勒区。

## 地理
福斯（49°5'53"N, 2°30'24"E）面积3.61 平方千米，位于法国法蘭西島大區瓦兹河谷省，该省份为法国北部内陆省份，北起瓦兹省，西接厄尔省，南至塞纳-圣但尼省、上塞纳省和伊夫林省，东临塞纳-马恩省。
与福斯接壤的市镇（或旧市镇、城区）包括：塞尔瓦地区拉沙佩勒、贝尔方丹、吕扎什、马尔利城、圣维茨、叙尔维利耶。

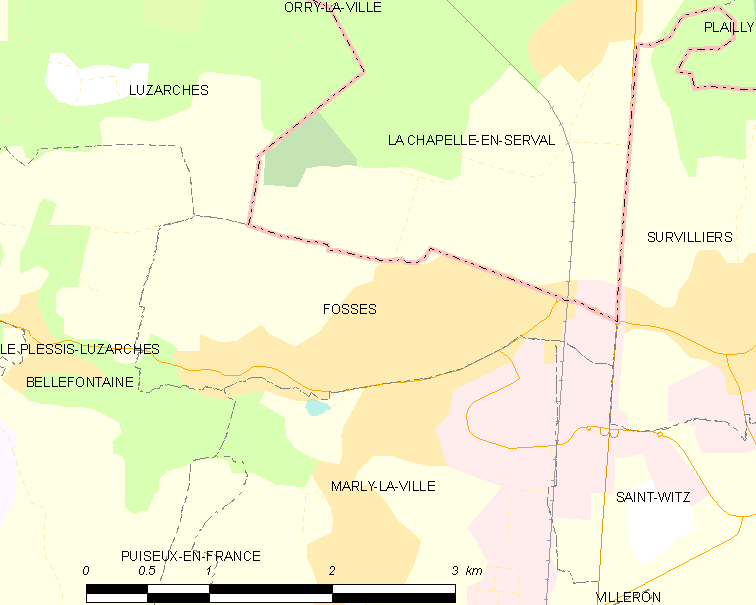
的OSM定位图

福斯的时区为UTC+01:00、UTC+02:00（夏令时）。

## 行政
福斯的邮政编码为95470，INSEE市镇编码为95250。

## 政治
福斯所属的省级选区为福斯县。

## 人口

1962-2008年间人口变化图示

福斯于2022年1月1日时的人口数量为10249人。